# امیل هانری
امیل هانری (انگلیسی: Émile Henry؛ ۲۶ سپتامبر ۱۸۷۲ – ۲۱ مهٔ ۱۸۹۴) یک آنارشیست اهل فرانسه بود. وی در جمهوری سوم فرانسه با گیوتین اعدام‌شد.